# Mount Liotard
Mount Liotard är ett berg i Antarktis. Det ligger i Västantarktis. Argentina, Chile och Storbritannien gör anspråk på området. Toppen på Mount Liotard är 2 225 meter över havet. Liotard ingår i Princess Royal Range.
Terrängen runt Mount Liotard är bergig åt nordost, men åt sydväst är den kuperad. Trakten är glest befolkad. Närmaste befolkade plats är Rothera Research Station, 19,1 kilometer öster om Liotard.